# 氯亚铂酸铵
氯亚铂酸铵是一种无机化合物，化学式为(NH4)2PtCl4。它可由氯铂酸钾和二盐酸肼反应制得。它和浓氨水加热反应，生成马格努斯绿盐中间体，并最终得到无色的氯化四氨合铂(II)。